# Платонов, Николай Иванович
Никола́й Ива́нович Плато́нов (20  марта [1 апреля] 1894, Новый Оскол — 1 декабря 1967, Москва) — российский и советский флейтист, педагог, композитор; доктор искусствоведения (1957); Заслуженный деятель искусств РСФСР (1965).

## Биография
Первые навыки игры на фортепиано приобрёл у своей матери, также занимался на скрипке, кларнете, флейте и играл в гимназическом симфоническом оркестре. В 1915 году окончил Александровскую мужскую классическую гимназию (город Короча), но ещё не решаясь посвятить себя музыке, поступил на юридический факультет Московского университета. В 1916—1917 гг. занимался в Московской консерватории по классу флейты В. Кречмана.
В 1918 г., оставив учёбу из-за смерти матери, возвратился в Новый Оскол. В 1918—1922 гг. — учитель первой в городе музыкальной школы и музыкант военного духового оркестра. Летом 1919 г. служил в Красной Армии. В 1922 г. вернулся в Московскую консерваторию, продолжив учёбу в классе А. Александрова по композиции и в классе В. Н. Цыбина по флейте. В 1927 г. окончил консерваторию, в 1927—1931 гг. был солистом оркестра Большого театра и Большого симфонического оркестра Всесоюзного радио и телевидения. Ещё будучи студентом, начал преподавательскую работу: в 1924—1933 гг. — на рабфаке Московской консерватории, с 1933 г. — в Московской консерватории (с 1945 г. профессор), с 1942 г. преподавал в музыкальном училище им. Гнесиных и в Музыкально-педагогическом институте им. Гнесиных. Среди учеников: Ю. Н. Должиков, М. И. Каширский.
Имя Платонова присвоено детской школе искусств в Новом Осколе.
Похоронен на Новодевичьем кладбище (Новая территория, колумбарий, 130 секция).

## Творчество
В 1931 г. Платонов разработал учебник «Метод изучения игры на флейте». (М. : Государственное музыкальное издательство, 1931), который в том же году был издан также в США и Австрии. В 1933 Платонов переработал и издал свой учебник под названием «Школа для флейты». Эта «Школа» выдержала 9 переизданий (последнее в 1999) и является до настоящего времени главным учебным пособием для начинающих флейтистов в России. Как композитор Платонов известен как автор многочисленных этюдов для флейты с фортепиано, неоднократно переиздававшихся с 1937 по 1991, пьес для сопрано, флейты и фортепиано, сонат для гобоя с фортепиано и трубы с фортепиано, поэмы для валторны с фортепиано, концерта для тромбона с оркестром и др. 

Также, автор методических пособий:
- «Техника игры на флейте» (М., 1931),
- «Методика обучения игре на духовых инструментах» (М., 1953, второе издание 1958).

### Сочинения
- Вариации на тему М. Глинки для голоса, флейты и фортепиано (1933)
- Вариации на тему «Красный сарафан» для флейты и фортепиано
- 30 этюдов для флейты соло (1937)
- 12 этюдов для флейты соло (1937)
- опера «Лейтенант Шмидт» (1938)
- балет «Оринэ»
- Концерт для голоса, флейты и симфонического оркестра (1942)
- музыка к драматическим спектаклям, в том числе «Мария Стюарт» (1946)
- Соната для гобоя и фортепиано (1947)
- Соната для фагота и фортепиано (1949)
- окончание и редакция Квартета для 4-х флейт А. Алябьева (1950)
- Концертный вальс для симфонического оркестра (1951)
- 12 этюдов для флейты соло (1951)
- Увертюра для симфонического оркестра
- Поэма для валторны и фортепиано (1957, рукопись РГАЛИ[2])
- Соната для флейты и фортепиано (1958, рукопись РГАЛИ[2])
- Адажио и Рондо для флейты и фортепиано (1959)
- Концерт для тромбона и симфонического оркестра (1960, рукопись РГАЛИ[2])
- Сюита для духового квинтета
- Три пьесы для виолончели и фортепиано
- Прелюдия и фуга для трубы и фортепиано (1961)
- Соната для трубы и фортепиано (1963)
- Поэма для трубы и фортепиано (1964)
- Соната для кларнета и фортепиано (1965)
- Поэма, Соната для фортепиано
- 20 этюдов-прелюдий для флейты соло (1966)
- Романсы на слова А. Пушкина для голоса и фортепиано